# Jésus présenté au peuple, ou l'Ecce Homo en largeur
Pour les articles homonymes, voir Ecce homo (homonymie).

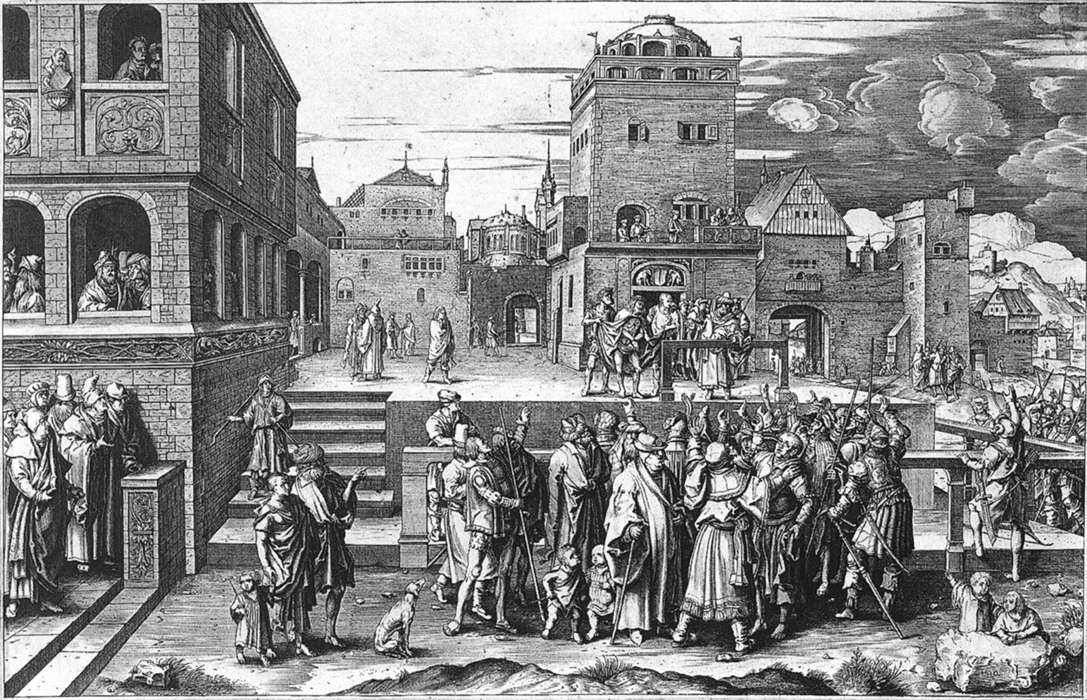
Lucas van Leyden Ecce Homo (1510).

Jésus présenté au peuple, ou l'Ecce Homo en largeur (en néerlandais : Christus aan het volk getoond: liggende plaat) est une des plus remarquables eaux-fortes de Rembrandt. Elle comporte huit états successifs. Seuls les septième et huitième sont datés et signés (la signature, Rembrandt f. 1655), est visible à droite sous la fenêtre). On peut en déduire de Rembrandt considérait les autres comme intermédiaires. 
Rembrandt a pu s'inspirer de l'eau-forte Ecce Homo de Lucas van Leyden, gravée en 1510, dont il possédait un exemplaire dans sa collection.  
C'est la dernière des eaux-fortes de Rembrandt consacrée à la Passion du Christ, bien qu'il ait continué encore 10 ans à graver.
L'estampe est vendue le 5 juillet 2018 chez Christie's pour le prix exceptionnel en matière de gravure de 2,9 millions d'euros, achetée, semble-t-il, par le financier et collectionneur new-yorkais Leon Black.

## Description
La gravure représente la scène de l'Évangile selon Matthieu (Mt 27,15-25). Le préfet de Judée Ponce Pilate présente au peuple le Christ :

« 15. À chaque fête, le gouverneur avait coutume de relâcher un prisonnier, celui que demandait la foule.
16. Ils avaient alors un prisonnier fameux, nommé Barabbas.
17. Comme ils étaient assemblés, Pilate leur dit : Lequel voulez-vous que je vous relâche, Barabbas, ou Jésus, qu’on appelle Christ ?
18. Car il savait que c’était par envie qu’ils avaient livré Jésus.
19. Pendant qu’il était assis sur le tribunal, sa femme lui fit dire : Qu’il n’y ait rien entre toi et ce juste ; car aujourd’hui j’ai beaucoup souffert en songe à cause de lui.
20. Les principaux sacrificateurs et les anciens persuadèrent à la foule de demander Barabbas, et de faire périr Jésus.
21. Le gouverneur prenant la parole, leur dit : Lequel des deux voulez-vous que je vous relâche ? Ils répondirent : Barabbas.
22. Pilate leur dit : Que ferai-je donc de Jésus, qu’on appelle Christ ? Tous répondirent : Qu’il soit crucifié !
23. Le gouverneur dit : Mais quel mal a-t-il fait ? Et ils crièrent encore plus fort : Qu’il soit crucifié !
24. Pilate, voyant qu’il ne gagnait rien, mais que le tumulte augmentait, prit de l’eau, se lava les mains en présence de la foule, et dit : Je suis innocent du sang de ce juste. Cela vous regarde.
25. Et tout le peuple répondit : Que son sang retombe sur nous et sur nos enfants ! »

— Évangile selon Matthieu.
La place, devant un édifice dont les historiens d'art ont noté la ressemblance avec le Paleis op de Dam à Amsterdam, est remplie par le peuple de Jérusalem, qui veut voir crucifier le Christ. Au centre, Ponce Pilate, en turban, debout sur une plate forme et entouré de soldats, désigne de la main Jésus, placé non loin de lui. Entre eux, se détache le visage féroce de Barabbas. À gauche, un enfant tient une cruche et un bassin, dans lequel Pilate pourra bientôt se laver les mains. 

## États successifs

### États I à III
Dès ces trois premiers états de la gravure, sa composition est déjà fixée dans son ensemble. Toutefois, la partie droite de l'édifice pas encore hachurée. La technique utilisée est celle de la pointe sèche. Les dimensions de ces trois états sont identiques.  

### États IV et V
La plaque qui a été utilisée pour les trois premiers états, est raccourcie d'une bande horizontale d'environ 25 mm de hauteur, dans la partie supérieure. Les dimensions du papier japonais dont dispose Rembrandt étaient inférieures à celles de la plaque. Autre changement,  des ombres hachurées sont ajoutées du côté droit.

### État VI
Compte tenu de l'usure de la première plaque, utilisée dans son Ve état pour au moins 71 impressions, Rembrandt reprend son travail sur une nouvelle plaque. Il apporte à la gravure des changements majeurs, en retire le peuple de devant la plate forme. Il concentre ainsi l'attention sur la scène qui se déroule sur celle-ci. On ne connait que deux impressions faites avec ce nouvel état de la plaque. 

### État VII
Deux ouvertures en plein cintre apparaissent sur la mur du premier plan. Entre elles, Rembrandt insère la figure d'un dieu fluvial ou marin. Le sens et l'apparition de ce visage ne sont pas expliqués. Des hachures supplémentaires sont faites en plusieurs endroits. C'est le premier état de la gravure signé par Rembrandt. 

### État VIII et dernier
Rembrandt retire l'image énigmatique du dieu, la masquant sous des ombres. L'eau-forte est achevée. 

## Galerie

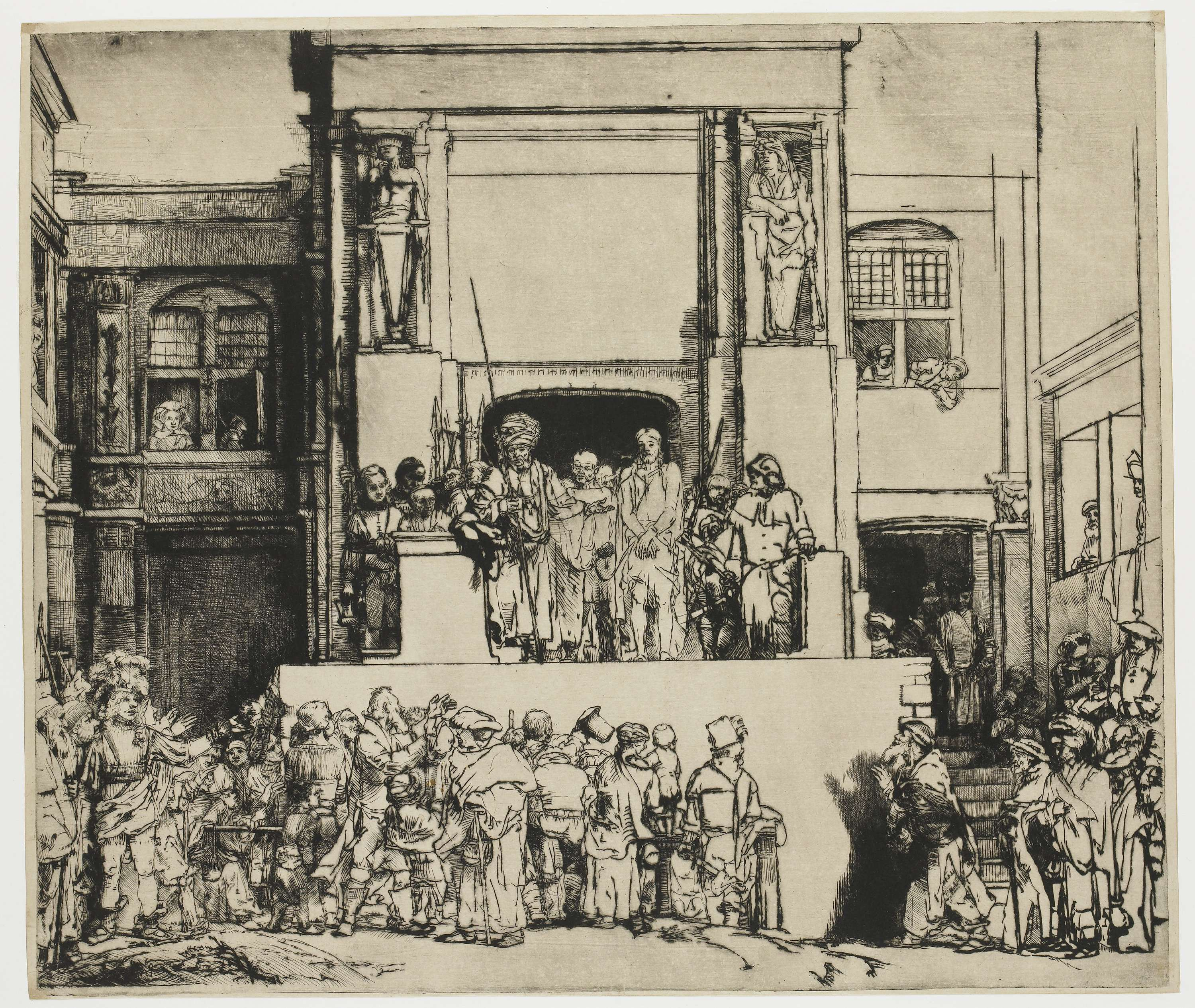
État III
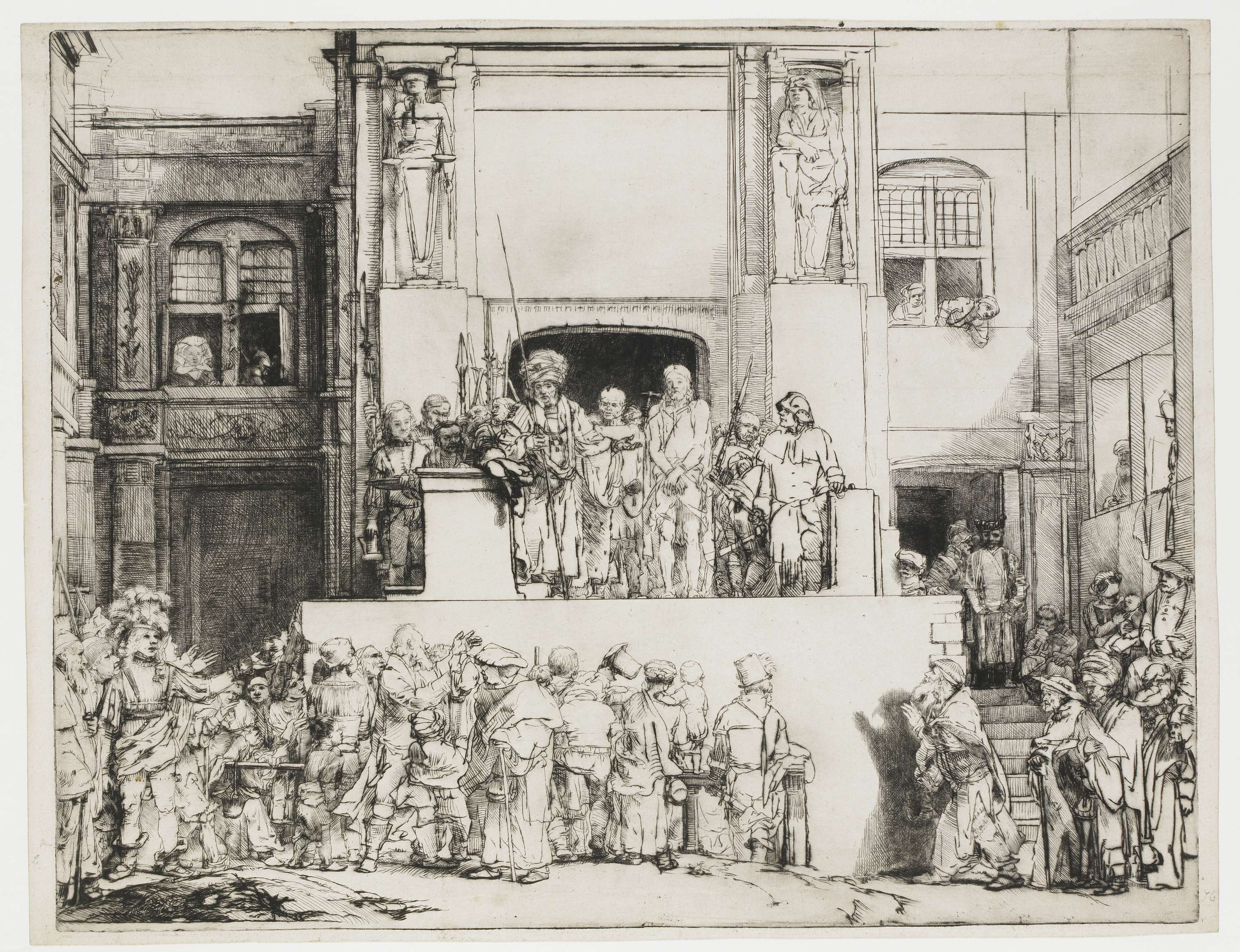
État V
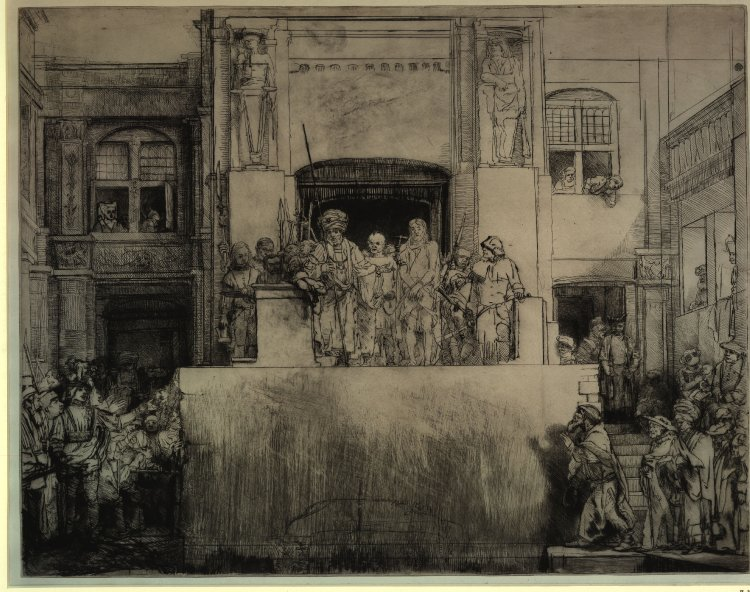
État VI
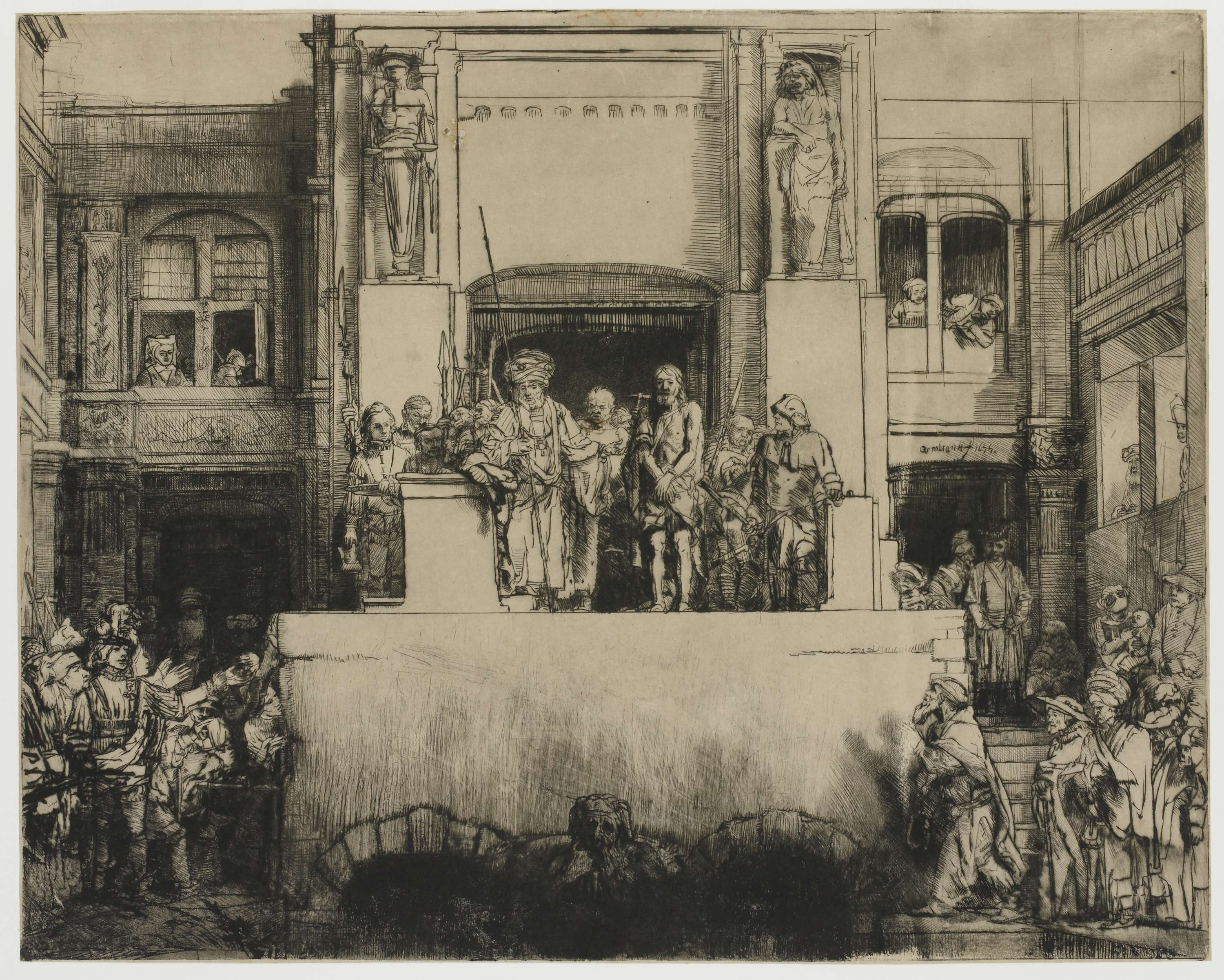
État VII